# José Miguel de Barandiarán

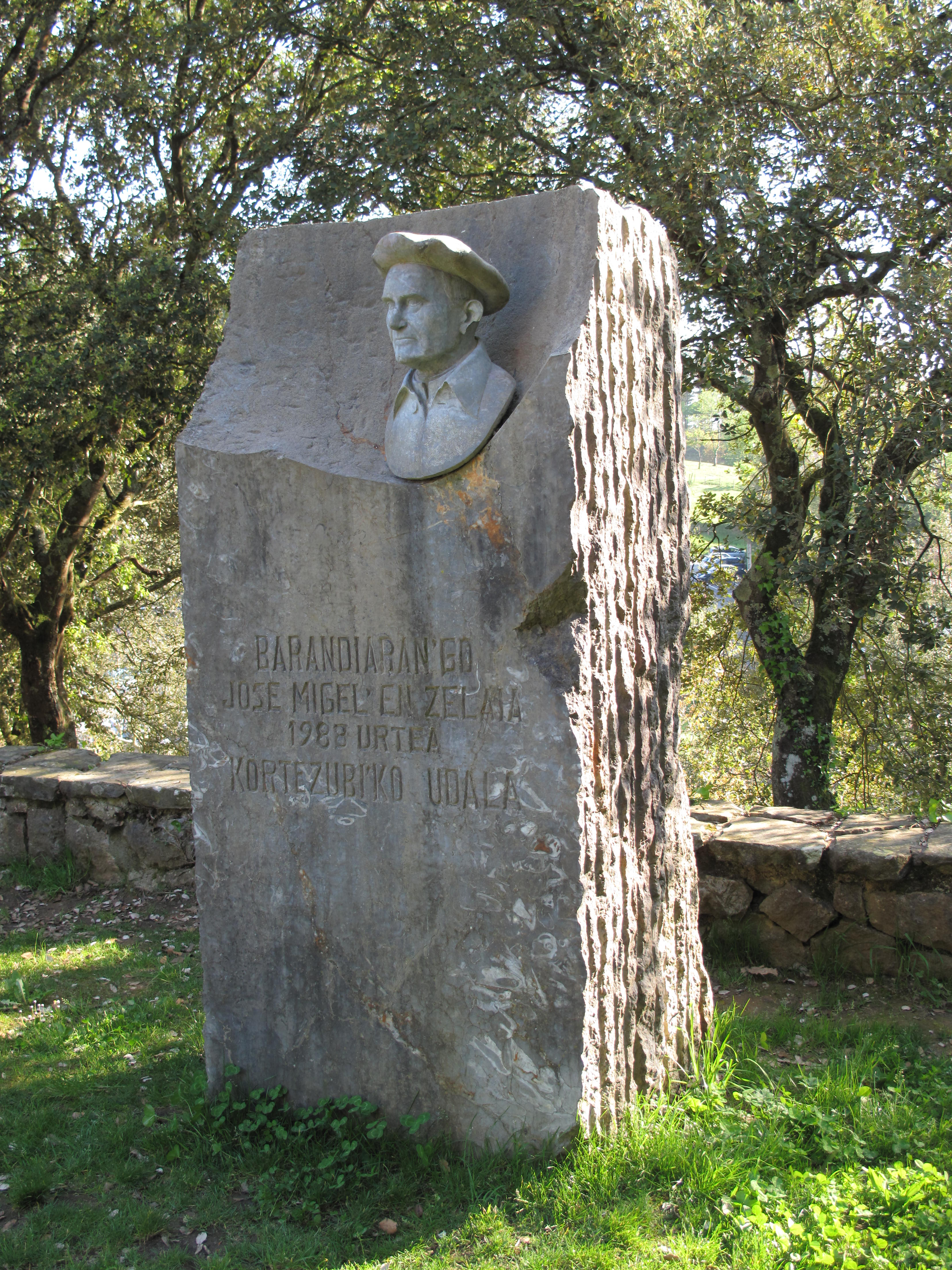
José Miguel Barandiarán

José Miguel de Barandiarán y Ayerbe (Ataun, Guipúscoa 31 de desembre de 1889 - Ataun, 21 de desembre de 1991), conegut com a Joxemiel Barandiaran i aita Barandiaran, fou un sacerdot, investigador, lingüista i científic basc. Natural d'Ataun (Guipúscoa), va investigar en antropologia, arqueologia i etnologia. És considerat «el patriarca de la cultura basca».

## Biografia

### Infantesa
Era l'últim de nou fills de Francisco Antonio Barandiarán i Antonia Ayerbe, va néixer el 31 de desembre de 1889 al baserri Perune–Zarre d'Ataun, a Guipúscoa, al cor de l'Euskadi rural, en la qual les tradicions i supersticions estaven molt arrelades. Com molts altres en l'època, va créixer en José Miguel la vocació religiosa, guiada pels ensenyaments de la seva mare, María Antonia, que era una dona d'una fe molt profunda. Als catorze anys ingressa a la Preceptoria de Baliarrain, una vegada decidit a ordenar-se sacerdot, per a passar amb posterioritat al seminari de Vitòria, cursant alhora les carreres de Teologia i de Magisteri.

### De 1914 fins a 1936
Va ser ordenat a la fi de 1914 a Burgos, i a partir de l'any 1916 comencen la seva investigacions en l'àmbit de l'etnografia i de l'arqueologia basques. Explorant el castell de San Gregorio troba per casualitat diversos dòlmens prehistòrics, pel que es posa en contacte amb el professor Telesforo de Aranzadi (catedràtic de la Universitat de Barcelona), ja que estava realitzant unes investigacions sobre dòlmens en el vessant navarrès de la serra d'Aralar. Aquest, al seu torn, li proposa l'excavació dels dòlmens descoberts pel p. Barandiarán, al costat del geòleg Eguren. L'excavació va començar en l'estiu de 1917, i va donar lloc a col·laboracions entre els tres professors fins a 1936, data en la qual el començament de la guerra civil espanyola els dispersaria.
Durant aquesta època, en concret l'any 1921, crea la Societat d'Eusko Folklore, la revista "Anuario de Eusko Folklore" i la sèrie de publicacions "Eusko-Folklore. Materiales y Cuestionarios", que recull mites i llegendes. Així mateix, durant els anys 23 i 24, el P. Barandiarán assistiria als cursos de l'Abat Breuil, a petició d'aquest últim. També durant aquesta època Aita Barandiarán coneixerà les dificultats que la politització del seu treball li va a implicar, trobant una forta oposició dels seus superiors eclesiàstics, i per altra banda dels mitjans anticlericals, el que no va ser obstacle perquè el seu treball fos reconegut en els àmbits acadèmics i fos nomenat Patró regional del Museu del Poble Espanyol de Madrid l'any 1930 i en 1934 membre del Consell Permanent dels Congressos Internacionals d'Antropologia i Etnologia de Londres.
Entre els seus deixebles d'aquesta època es conta Julio Caro Baroja, nebot de Pío Baroja, que li va sol·licitar que l'inclogués en el seu equip d'investigació. Al començament de la guerra el P. Barandiarán s'exiliarà a Iparralde, on continuarà les seves investigacions.

### L'exili
Parteix des del port de Mutriku, amb destinació al port de Sokoa, proper a Sant Joan Lohitzune. Una vegada allí, des del seminari de Vitòria se li va ordenar acudir al proper seminari de Baiona, per a atendre-hi als seminaristes refugiats. Durant l'exili primer va fixar la seva residència a Biàrritz i després, l'any 1941, acabarà instal·lant-se a Sara, fins al seu retorn a Espanya. L'exili del Pare Barandiaran durarà fins a 1953, data en la qual va tornar a Ataun.

### El retorn a Espanya

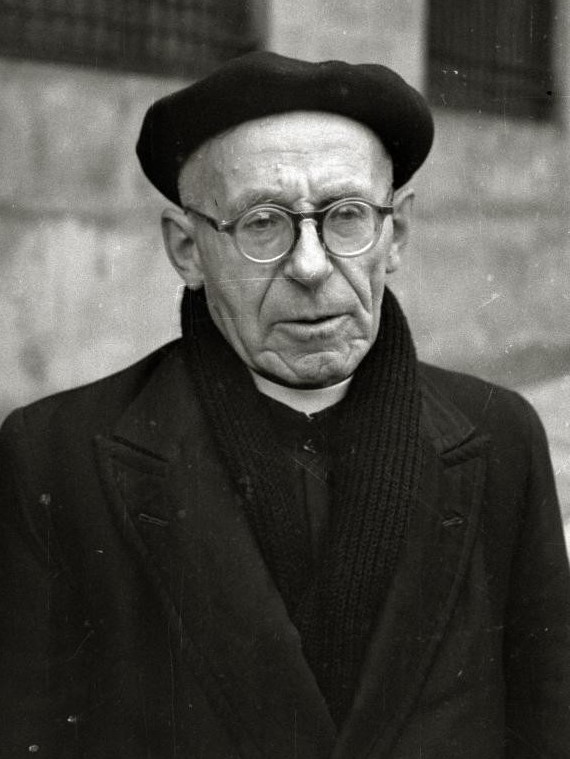
José Miguel Barandiarán el 1963.

Després d'aquestes peripècies l'any 1953, el mes d'octubre, per fi l'Aita Barandiaran pot tornar a Ataun. Coincidint amb el seu feliç retorn, es crea en la Universitat de Salamanca la càtedra d'estudis bascos "Larramendi", de la qual el P. Barandiaran serà el primer professor convidat. Durant la resta de la seva vida continuarà realitzant investigacions de camp, i realitzant una important activitat divulgadora, fins a la seva defunció el 21 de desembre de 1991, havent estat reconegut Doctor Honoris causa per la Universitat Complutense de Madrid, la Universitat Pública del País Basc i la Universitat de Deusto

## Obres
- Eusko-Mitologia (1924)
- Euskalerriko leen gizona (L'home primitiu basc, 1934)
- Mari o el Genio de las Montañas, 1923
- Breve historia del hombre primitivo, Vitoria, 1931
- Paletnografía Vasca, 1921
- Nacimiento y expansión de los fenómenos sociales, 1924
- La Etnología y las Misiones, 1935
- Antropología de la población vasca, 1947
- Cuestionario para un estudio etnográfico del pueblo Vasco, 1949
- Aspectos sociológicos de la población del Pirineo Vasco, 1953-57